# Episodi di Les Mystères de l'amour (trentunesima stagione)
La trentunesima stagione della serie televisiva Les Mystères de l'amour è andata in onda in Francia dal 15 gennaio  al 15 aprile 2023 sul canale Telemontecarlo.
In Italia è inedita.
| nº | Titolo originale                | Titolo italiano | Prima TV Francia | Prima TV Italia |
| -- | ------------------------------- | --------------- | ---------------- | --------------- |
| 01 | L’amour en détention            |                 | 15 gennaio 2023  |                 |
| 02 | Souvenirs troublants            |                 | 21 gennaio 2023  |                 |
| 03 | Tous ensemble                   |                 | 22 gennaio 2023  |                 |
| 04 | Prisonnier                      |                 | 28 gennaio 2023  |                 |
| 05 | Accusations (Contrat dangereux) |                 | 29 gennaio 2023  |                 |
| 06 | Problèmes en série              |                 | 4 febbraio 2023  |                 |
| 07 | Vision néfaste                  |                 | 5 febbraio 2023  |                 |
| 08 | Méfiance obligatoire            |                 | 11 febbraio 2023 |                 |
| 09 | Épreuves et preuves             |                 | 12 febbraio 2023 |                 |
| 10 | Groupe de recherches            |                 | 18 febbraio 2023 |                 |
| 11 | Complications                   |                 | 19 febbraio 2023 |                 |
| 12 | Révélation explosive            |                 | 25 febbraio 2023 |                 |
| 13 | Jalousies                       |                 | 26 febbraio 2023 |                 |
| 14 | Parfums                         |                 | 4 marzo 2023     |                 |
| 15 | Des sons et des odeurs          |                 | 5 marzo 2023     |                 |
| 16 | Double révélation               |                 | 11 marzo 2023    |                 |
| 17 | Camouflages indispensables      |                 | 12 marzo 2023    |                 |
| 18 | Recherches au sommet            |                 | 18 marzo 2023    |                 |
| 19 | Solution radicale               |                 | 19 marzo 2023    |                 |
| 20 | Nouveau coup du sort            |                 | 25 marzo 2023    |                 |
| 21 | Affrontements                   |                 | 26 marzo 2023    |                 |
| 22 | Bas les masques                 |                 | 1 aprile 2023    |                 |
| 23 | Dénouements imprévus            |                 | 2 aprile 2023    |                 |
| 24 | Récompenses et punitions        |                 | 8 aprile 2023    |                 |
| 25 | Résultats imminents             |                 | 9 aprile 2023    |                 |
| 26 | Arrestation                     |                 | 15 aprile 2023   |                 |